# Catedral de Santa Sofia de Nóvgorod
Santa Sofia ("La sagrada saviesa de Déu") és la catedral de Nóvgorod. Va ser construïda del 1045 al 1052 i és la catedral més antiga de tota Rússia. La catedral de cinc cúpules de pedra va ser construïda per Vladimir de Nóvgorod en honor del seu pare, Yaroslav el Savi, com un signe de gratitud dels novgorodesos per la seva ajuda en el conflicte de Yaroslav amb el Rus de Kíev. Aquesta va reemplaçar una església més vella i de fusta de 13 cúpules construïda el 989, i que es va cremar. Va ser consagrada pel segon bisbe de Nóvgorod, Luka Zhidiata, el 14 de setembre de 1052.
Les cúpules van obtenir la seva forma de casc a la dècada del 1150, quan va ser restaurada després d'un incendi. L'interior va ser pintat en els segles xi i xii, però els frescos són difícils de veure a conseqüència dels freqüents incendis. En els anys 1850, parts de l'interior van ser repintades.
Del s. XII al s. XV la catedral va ser el centre espiritual i cerimonial de la República de Nóvgorod.
Durant l'ocupació nazi de Nóvgorod, el Kremlin va ser danyat greument a causa de les guerra i la destrucció nazi. Tot i això, la catedral va sobreviure. La gran creu del domo principal va ser retirada per soldats espanyols de la Divisió Blava de l'Exèrcit Alemany, durant la Segona Guerra Mundial. Durant seixanta anys va estar confinada al Museu de l'Acadèmia Militar d'enginyeria de Madrid, fins que el 16 de novembre de 2004 va ser oficialment retornada pel ministre de Defensa espanyol, José Bono a l'Església Ortodoxa Russa. La creu s'exhibeix actualment a l'interior de la Catedral, i a la part alta de la cúpula s'hi ha posat una reproducció.